# 長野中央通り

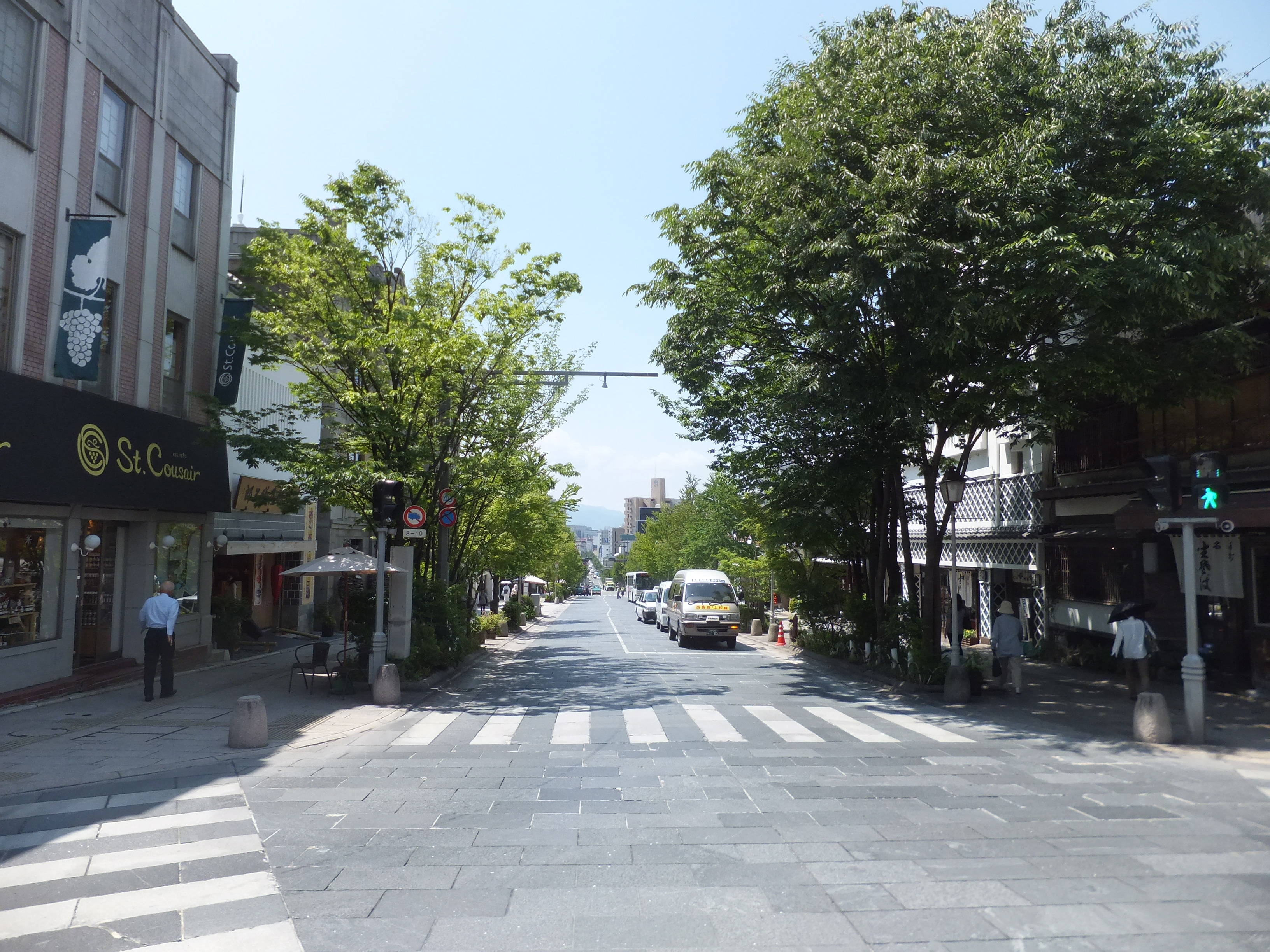
善光寺交差点より南方（長野駅方面）を望む

長野中央通り（ながのちゅうおうどおり）は、長野市中心市街地を南北に縦貫する道路の通称。
末広町交差点〜新田町交差点が長野市道長野西944号線、新田町交差点〜善光寺交差点が長野市道長野中央通り線に指定されている。一般に中央通りと呼ばれる。
善光寺表参道・旧北国街道に相当する。

## 概要

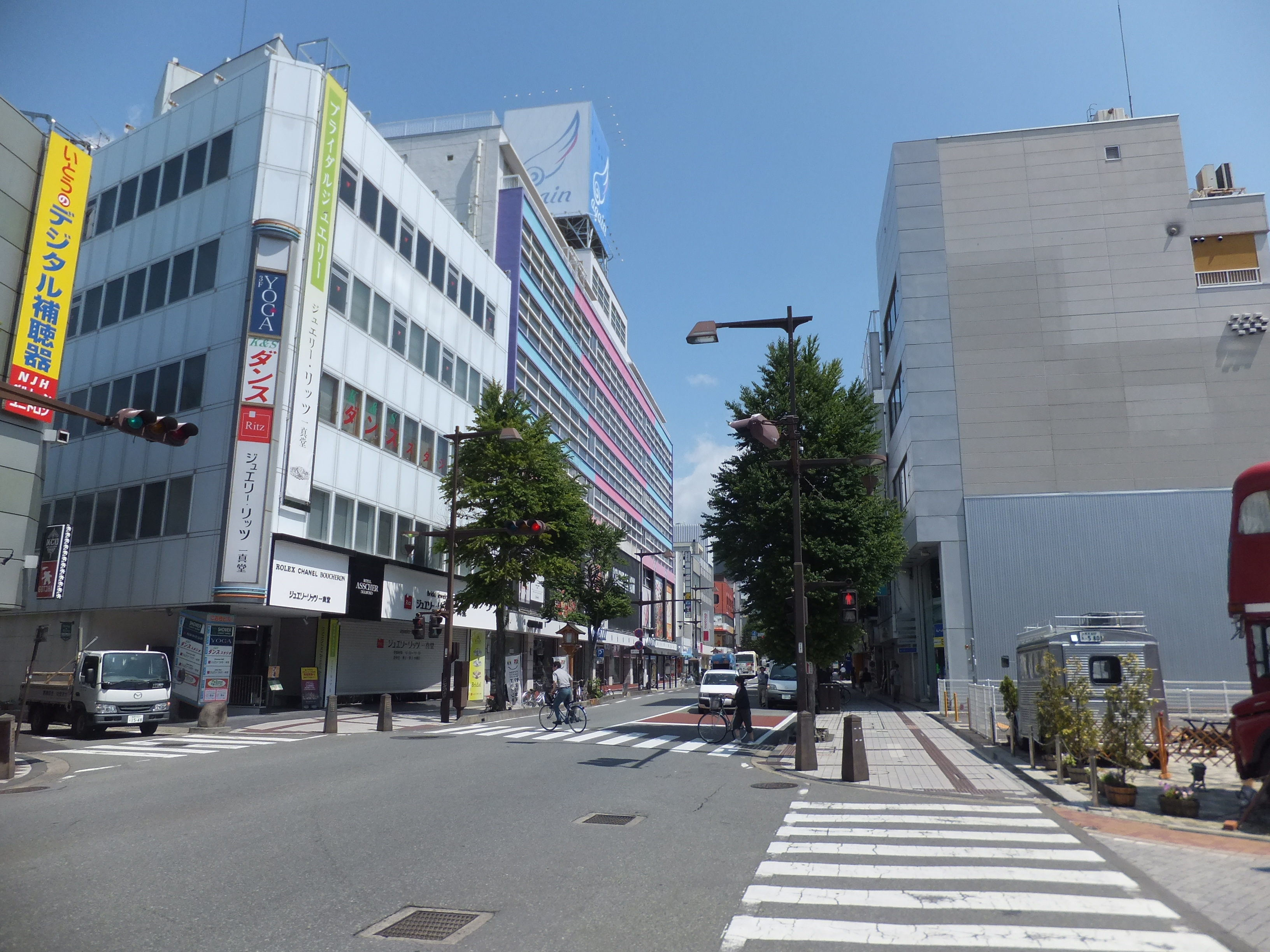
旧ショッピングプラザ again（北石堂町）付近

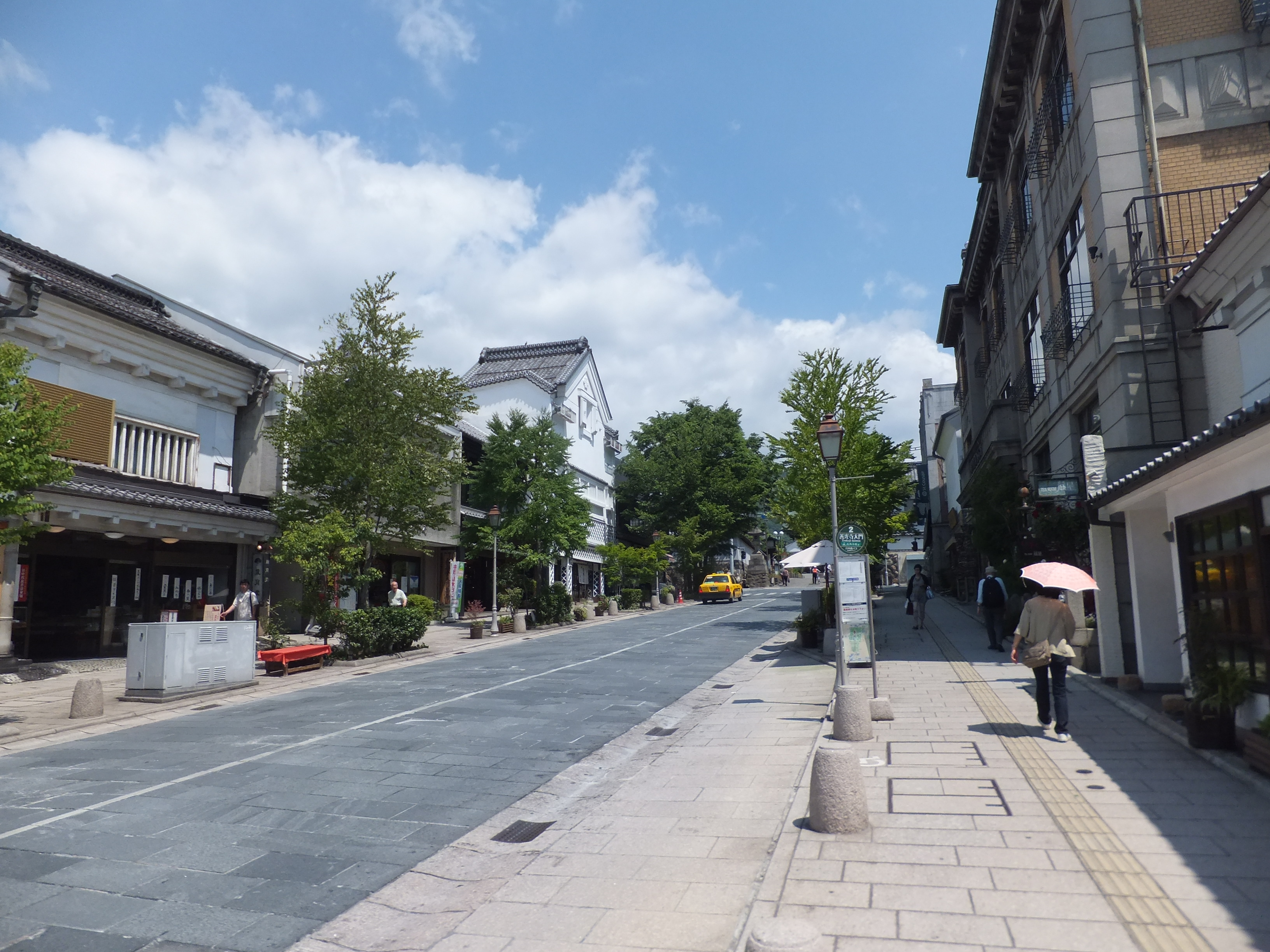
車道も石畳となる大門町

長野駅善光寺口正面から伸びる末広通りから末広町交差点で分かれ、善光寺までほぼ一直線ににつなぐ長野市街地の目抜き通りである。
北石堂町付近でわずかに屈折しているため、起点から善光寺を見通すことはできないが、新田町交差点以北では、徐々に上り坂となったその先に善光寺仁王門がそびえ立つ姿を一直線に見通せる「天与の地形」（#歴史）と呼ばれた景観が形成されている。
市街地の目抜き通りとして、また善光寺参道として「歩いて楽しめる通り」が目標である。交通セル構想に基づいて整備された長野大通りを始めとするセル環状道路の完成により自動車交通が削減され、現状はバス交通中心のセミモールといった形態になっているが、将来的にはトランジットモール化の計画がある。
ほぼ中央部にあたる新田町交差点を境に様相が異なり、南半分（長野駅側、末広町交差点〜新田町交差点）の区間では、やや広めにとられた車道2車線と、縁石で区切られた歩道（両側）が整備されている。沿道は雑居ビルやファッションビルが立ち並ぶ若者の街となっている。
一方、北半分（善光寺側、新田町交差点〜大門交差点）の区間では、車道の幅が狭められ、その分歩道が広げられている。歩車道の間は段差がなく可動式のボラード（車止め）のみで分けられており、随所に休憩用のベンチが設けられていて、より歩行者優先を企図して整備されている。また、この区間では善光寺を見渡せるため、門前町にふさわしく歩道・車道ともに御影石の石畳となっている。沿道は古くから続く商店やそれをリノベーションした飲食店、演芸場や美術館などが軒を連ね、善光寺参拝客で賑わっている。
北端の約150m（大門交差点～善光寺交差点）は車道の石畳がより濃い色のものとなり、その先の仲見世通りの7,777枚の石畳に続いていく。
末広通りとあわせて、全線が駐車監視員活動の最重点路線となっている（長野中央警察署管内）。また、8時〜19時の間は全線で大型貨物自動車等通行止となっている。

### 沿道風景
歩道上には「十一丁」などと刻まれた石碑が建っているが、これは1888年（明治21年）に長野駅を開設する際、その位置を阿弥陀如来の四十八願の内第十八願（すべての願を集約する王本願とされる）に因み「善光寺から18丁（≒1.8km）」と定めたことから、善光寺から長野駅までの間1丁（≒110m）おきに碑を置いたものである。大門町付近の「三丁」碑から始まり、「十八丁」碑は長野駅コンコースにある。
戦後から中央通り沿いには48基（24対）の灯籠が建っていたが、歩道部分へのアーケード設置のため撤去されていた。アーケードが撤去された現在、2009年（平成21年）の善光寺前立本尊御開帳に向けて灯籠の復元事業が進められており、同年1月時点で28基の灯籠が設置されている。灯籠はヒノキ製で、明かり部分には2008年（平成20年）2月に開かれた第5回長野灯明まつりでの「ゆめ灯り絵展」入賞者の切り絵作品がはめこまれている。
新田町交差点以北では門前町としての修景に力が入れられており、高層ビルについても低層部は瓦屋根とし、高層部は圧迫感のないよう道路に対して45°の角度で建てられている。
善光寺交差点に長野市道路元標が置かれている。
善光寺まで1.4kmにわたり続く街路樹はカツラであるが、これは善光寺本堂の柱にカツラが用いられていることに由来する。

## 歴史

### 「中央道路」の誕生
全国唯一の門前町県庁所在地である長野市は、不規則な市街地発展により道路が狭隘で、殊に1888年（明治21年）に長野駅が開業して以降は、増加する流入者や善光寺参拝客により往来に支障を来すようになっていた。1903年（明治36年）には錦町通り、1913年（大正2年）には寿町通り・相生町通り（現 権堂アーケード）・大正町通り（現 昭和通り）などの新道建設は進められていたが、長野駅と善光寺との間（当時は「大通り」などと呼ばれていた）は、当時狭いところで2〜3間（3.6〜5.4m）ほどの幅しかなかった。このため、1913年（大正2年）に告示された「長野市区改正計画」では、この「大通り」を8間（14.5m）に拡幅することが盛り込まれる。市民もその必要性は感じていたものの、到底不可能なこととして一笑に付していた。
しかし、1919年（大正8年）に地元有力者が合同で長野市に陳情したことで「中央道路」計画はついに動き出すこととなった。市会で可決の上長野県に陳情したところ、更に広い10間（18m）幅を県から「逆提案」されることになり、1921年（大正10年）に10間幅道路の整備が可決された。
翌年から東京・横浜・名古屋・京都・大阪・神戸を視察し、路線計画が立てられた。当時善光寺表参道に数箇所あった屈折点の直線化と勾配の緩和により、末広町交差点に立てば広い道路の先に善光寺仁王門が一望できることを理想とし、また、街路灯の整備による夜景についても考えられており、交通の便はもちろんのこと、景観について特に注意が払われた計画であった。
| ｢十間幅の道路は或は他都市に珍しくないかも知れぬ、然し東京銀座通りでさえ五十燭の照明に対して正に四倍の二百燭の點燈を施し、併も之が停車場近い起點より、一直線に善光寺へ達する、天輿の地形は恐らく先づ全国稀に観る處で、此の如き街路照明燈の完成は、確かに他へ誇るに足るを疑はない。｣ |
| —長野中央道路改修記 |

沿道家屋202戸すべての建替・改築・曳家を伴うこの大事業は、1923年（大正12年）に起工し、同年の関東大震災による工期の遅れはありながらも、1924年（大正13年）に完成。土地収用を極力平等にするために屈折点は1箇所残ってしまったが、それでも新田町交差点以北ではどこからでも善光寺仁王門が望める、街路灯139基が照らす中央道路が実現した。
沿道の各町でも、建物の建替にあたってそれぞれ申し合わせ事項を設け、統一感のある景観形成を目指した。このとき整備された建物は大門町界隈に現存しており、御本陳藤屋旅館を始め登録有形文化財に登録されているものも多い。

### 中央通りの発展
戦後、「中央通り」と呼ばれるようになった県都・長野市の背骨は、高度経済成長やモータリゼーションの中、大きな変化を見た。
中央通りと昭和通りが交わる新田町交差点には、1954年（昭和29年）に長野県下初の交通信号機が設置された。その後、全国でもまだ珍しかったスクランブル交差点（1971年（昭和46年）、新田町交差点）、音響装置付信号機（1972年（昭和47年）、新田町交差点・末広町交差点）、パーキングチケット発給機（1987年（昭和62年）、全線）など、県下初となる設備がまず中央通りに導入されてきた。
沿道は長野市の商業の中心として大きく発展した。殊に新田町交差点界隈は「長野銀座」と呼ばれ、丸光百貨店→長野そごう（1957年（昭和32年）開店）、ながの丸善百貨店→ながの東急百貨店（1958年（昭和33年）開店）、ヴィナス（1968年（昭和43年）開店）、長崎屋長野店（1970年（昭和45年）開店）、ダイエー長野店（1976年（昭和51年）開店）と、多くの百貨店・大型店が立地し買い物客を集めた。歩行者の増加に伴い、1960年（昭和35年）には歩道にアーケードが設置され、1970年（昭和45年）には県下初の歩行者天国が実施されるようになった。

### 「長野銀座」の衰退と再開発
1998年長野オリンピックの開催を控え、中央通りでも街の顔として改修工事が行われた。電線地中化や歩道のアーケードの撤去により開放的な姿となり、大門交差点〜善光寺交差点間は車道部分まで石畳化するなど、門前町の景観づくりが進められた。また、阿弥陀如来の四十八願の第18願（王本願）に因んで善光寺本堂から18丁（≒1.8km）の位置に長野駅を開設したことに因み、中央通り〜末広通り沿いの1丁（≒109m）ごとに、三丁〜十七丁の「丁石」碑が歩道（両側）に設置された。
これらの改修は1996年（平成8年）に完了し、面目を一新して世界各国からの人々を出迎えた。中央通り沿いには長野オリンピック表彰式会場「セントラルスクゥエア」が開設され、連日1万人以上の観光客でかつてない賑わいを見せた。しかし、五輪閉幕後は、折からの不景気の影響を一気に受けることになる。
もともと、沿道の商業中心は長野駅側に次第に移り、観光客は善光寺周辺に集まって、中央通りの中央部である「長野銀座」は徐々に空洞化が進んでいた。先に挙げた大型店のうち、ながの丸善百貨店は早々に1966年（昭和41年）長野駅前へ移転の上「ながの東急百貨店」となって大きく業績を伸ばし、ヴィナスは1980年（昭和55年）に閉店。長崎屋長野店は1998年（平成10年）に郊外の高田に新築移転していた。さらに五輪後の2000年（平成12年）には長野そごうが倒産、ダイエー長野店は郊外の若里に移転し、かつての商業中心であった新田町交差点近辺には銀行の支店だけが立ち並ぶような状態となった。
こうした中で、長崎屋長野店跡は閉店した同年中に若者向けのファッションビル「ショッピングプラザ again」として再発進。ダイエー長野店跡は2003年（平成15年）に再開発ビル「もんぜんぷら座」となり、長野そごう跡地には2006年（平成18年）に信越放送（SBC）本社ビル「TOiGO」が建てられ、徐々に賑わいを取り戻しつつある。

### 歩行者優先化へ
活性化に向けた地元有志の取り組みも活発になっている。2002年（平成14年）には地元商店会が主体となって、「中央通り活用検討勉強会」が始まった。昭和30年代の歩道アーケード設置で消滅した沿道の灯籠の復活や、インフィオラータなど通りを使ったイベントの開催などの取り組みがなされたが、これらを検討する中で予てから長野市が検討していた、中央通り歩行者優先化構想が注目されるようになった。

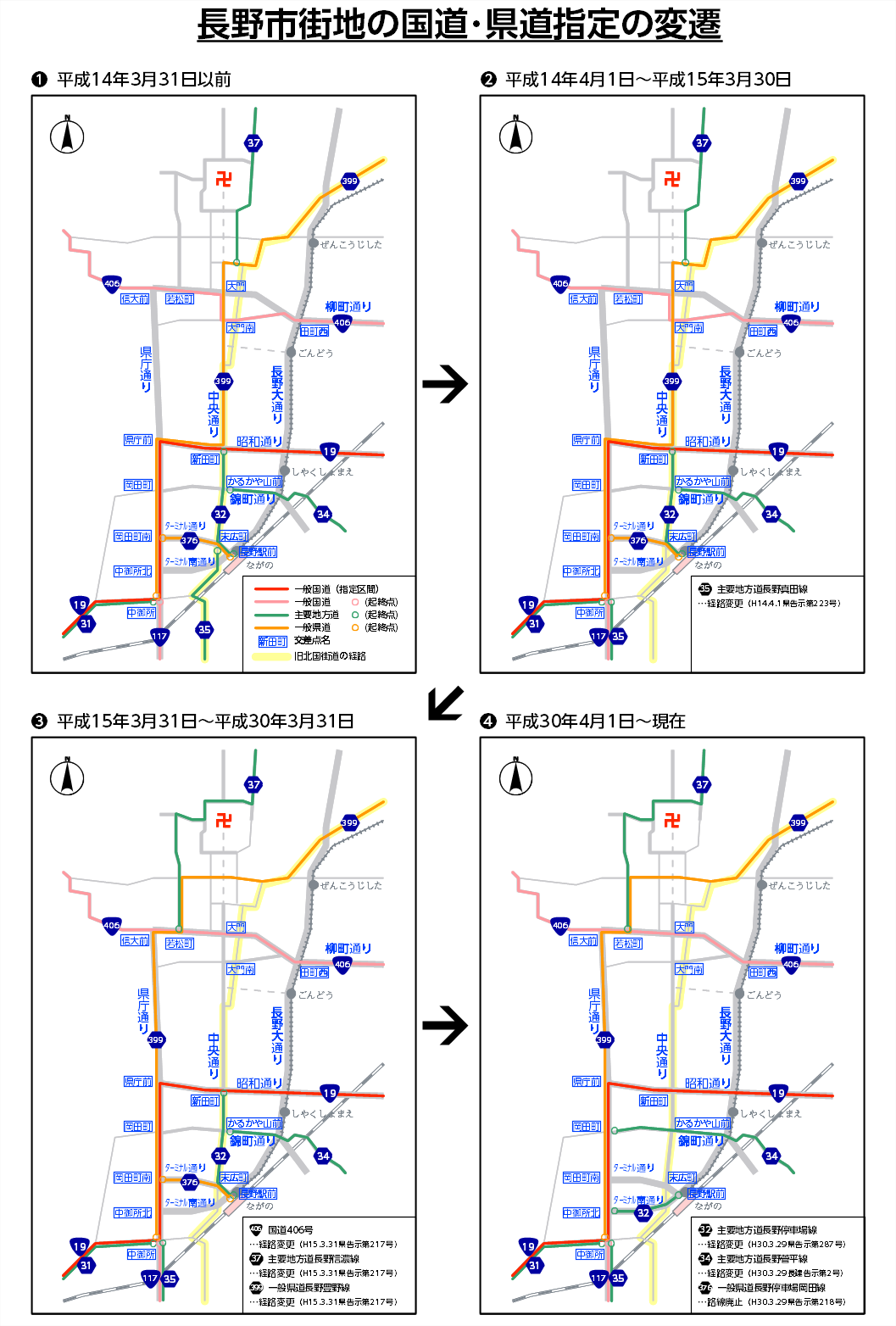
県道（国道）指定の変化

手始めに長野市が直接事業を実施できるように、新田町交差点〜善光寺交差点の区間について長野県道399号長野豊野線（大門南交差点〜大門交差点は国道406号重複）の指定を解き、長野県から長野市に道路の管理を移管した。その上で、2004年（平成16年）から車線の引き直し等による車道縮小の社会実験を繰り返し、その結果を踏まえて2015年（平成27年）に新田町交差点以北の歩行者優先化事業が完了した。
歩行者優先化工事によって、車道の幅員は従来の9mから6mに狭められ、パーキングチケットやバスベイ、荷捌き場なども撤去された。その分歩道は各4.5mから各6mに広げられ、歩道と車道との間の縁石も取り払われて、可動式のボラードのみで仕切り、随所にベンチなどを設置して、歩行者にとって心地よい空間の形成とイベント等への柔軟な対応を図っている。車道は桜色、歩道は灰色の御影石の石畳となり、「善光寺へ導く一本の道」として連続性のある景観を意識している。
さらに新田町交差点以南についても、地域の要望を受けて2018年（平成30年）に長野県道32号長野停車場線の指定を解き、長野県から長野市に移管した。これにより、長野駅から善光寺までの間の管理が長野市に一元化され、諸政策を一体的に、連続性を持って進めることができるようになる。

### 歩道のギャラリー

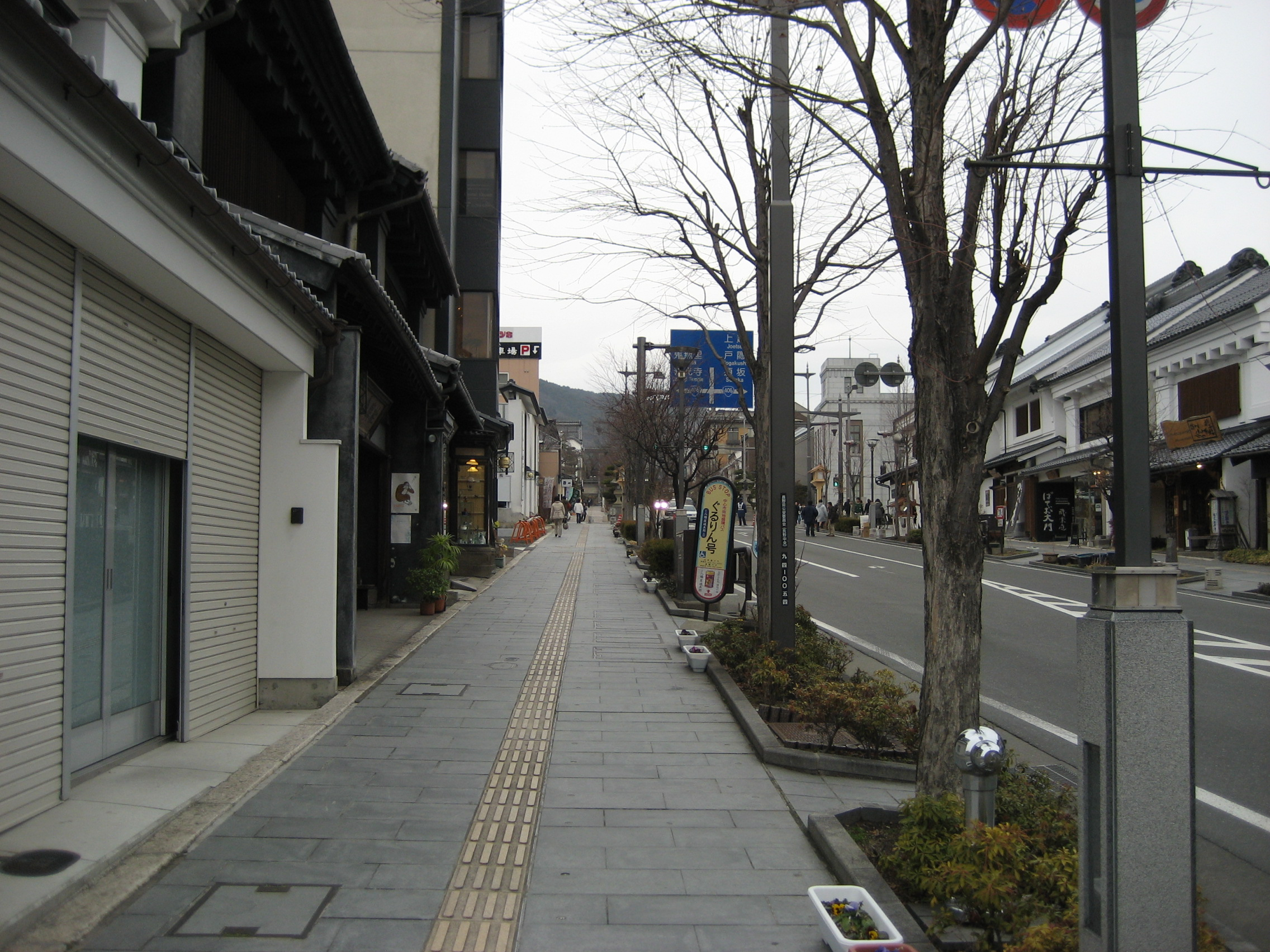
歩行者優先化工事前（大門町南）
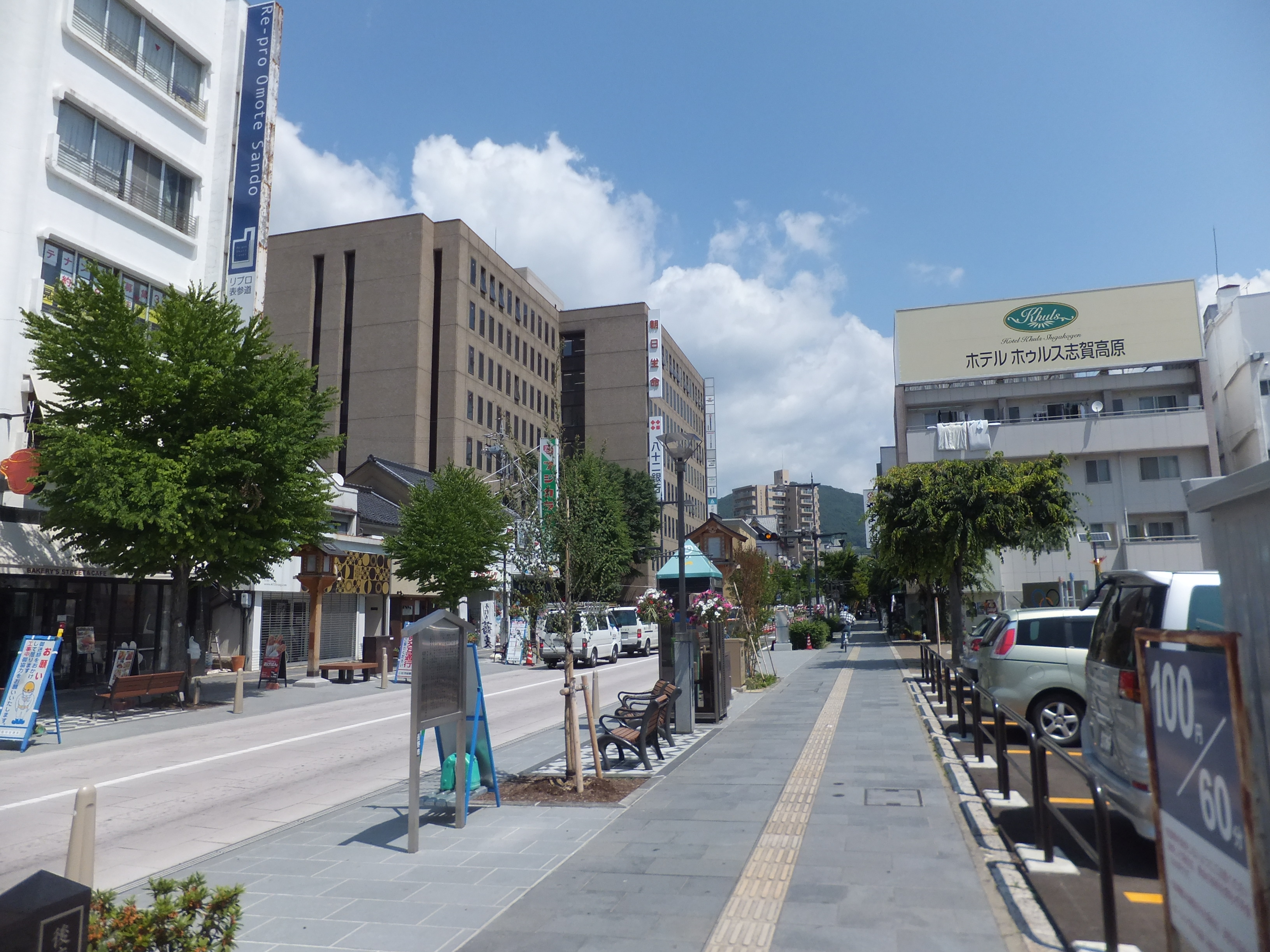
歩行者優先化工事後（問御所町）
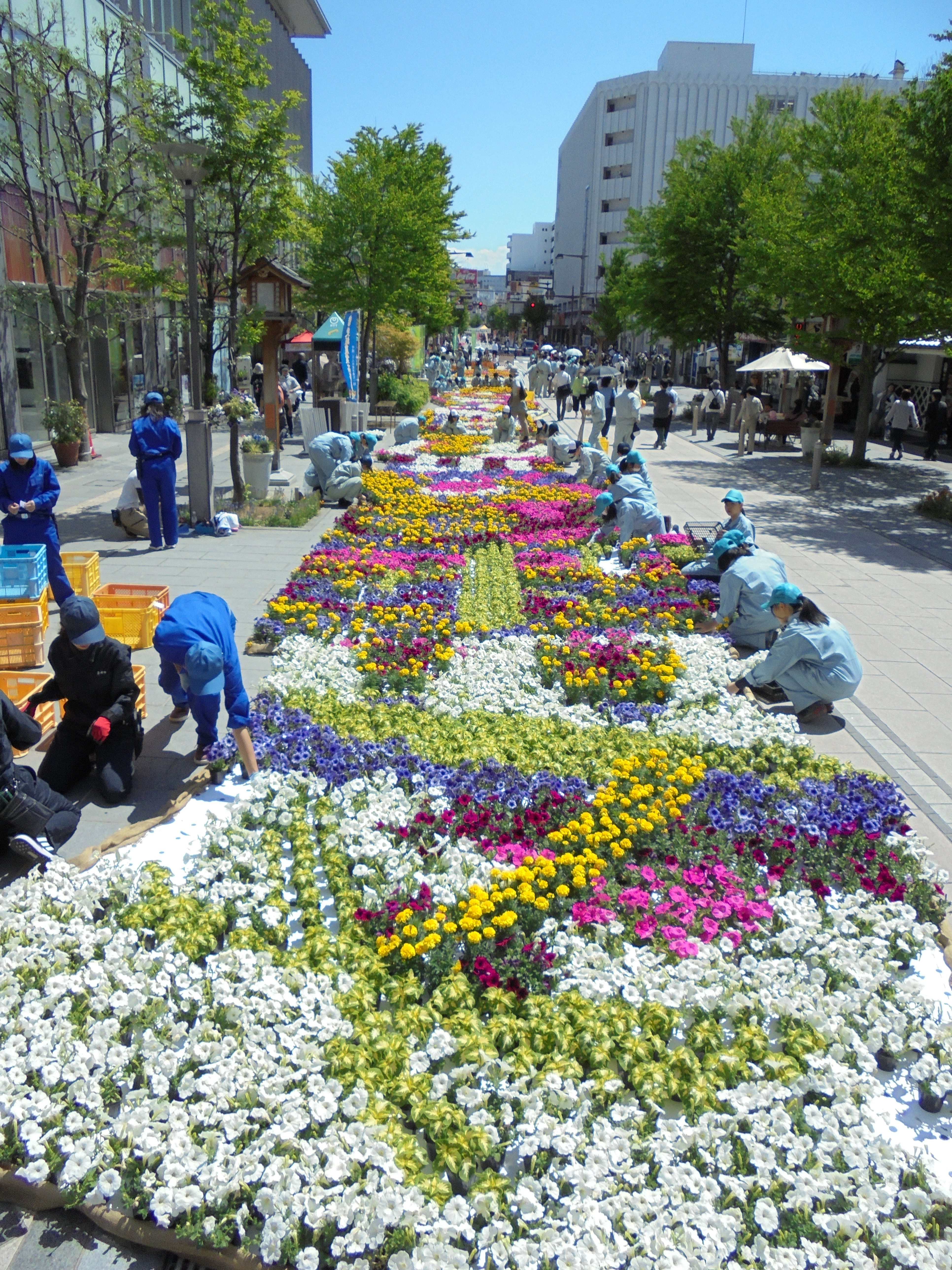
通りを使ったイベントの例―第16回善光寺花回廊（問御所町）

### 沿革
- 1920年（大正9年） - 府県道長野停車場線に認定される。
- 1922年（大正11年） - 長野市道路元標が大門町に定められる。
- 1924年（大正13年）12月5日 - 中央道路改修工事が終了。幅員10間（約18m）の現在の幅となる。
- 1954年（昭和29年）3月 - 新田町交差点に、長野県内で初めて交通信号機が設置される。
- 1960年（昭和35年） - 歩道部分にアーケードが設置される（1996年（平成8年）までに撤去）。
- 1970年（昭和45年）5月3日 - 長野県内で初めて歩行者天国が実施される。
- 1971年（昭和46年）1月25日 - 新田町交差点が長野県内で初めてスクランブル交差点となる。その2年前に熊本市で初めて設置されたばかりであり、全国的にも早い設置であった。
- 1972年（昭和47年） - 新田町交差点に長野県内で初めて音響装置付信号機が設置される。のち、県下2番目として末広町交差点にも設置される。
- 1987年（昭和62年）11月1日 - 路上パーキング（パーキングチケット）が設置される（2015年（平成27年）までに廃止）。
- 1996年（平成8年）8月2日 - 中央通り改築事業が完了する。電線地中化や歩道アーケードの撤去、また新田町交差点以北の修景が進められ、現在の形となる。
- 1997年（平成9年） - 三丁〜十七丁の丁石が歩道に設置される。
- 2002年（平成14年）4月20日 - ながの花フェスタ2002が開催され、「善光寺花回廊」と称して中央通りに花びらを敷き詰めるイベント（インフィオラータ）が開催され始める。
- 2003年（平成15年）3月31日 - 大門南交差点〜大門交差点の区間について国道406号の指定を、新田町交差点〜善光寺交差点の区間について長野県道399号長野豊野線の指定をそれぞれ解かれ、長野市道長野中央通り線となる。
- 2009年（平成21年） - 沿道に春日灯籠が復活する。
- 2015年（平成27年）3月29日 - 新田町交差点〜大門南交差点の区間で歩行者優先化事業が完了する。
- 2018年（平成30年）4月1日 - 末広町交差点〜新田町交差点の区間について長野県道32号長野停車場線の指定を解かれ、長野市道長野西944号線となる。これにより、中央通り全線が長野市道となる。

## 政策的位置付け
長野市街地の骨格として、また商業軸としても位置付けられている。
- 長野駅地区
商業集積地区として賑わいの演出を中心に整備されている。

- 長野銀座地区
都心再整備を目的とした市街地再開発地区となっており、現在事業が進行している。

- 権堂地区
権堂アーケード商店街と交差し、商業集積地区として再整備が進められている。

- 大門地区
善光寺の門前という立地から、店舗・住宅の意匠を和風で統一する修景が進められている。

## 交差する道路
- 末広町交差点（南石堂町）
  - 長野市道（末広通り・ターミナル通り）
- （南石堂町・北石堂町付近）
  - 長野市道（二線路通り）
- かるかや山前交差点（北石堂町）
  - 長野県道34号長野菅平線（錦町通り）
- （新田町・南千歳町付近）
  - 長野市道（しまんりょ小路）
- 新田町交差点（新田町・問御所町）
  - 国道19号（昭和通り）
- 問御所町交差点（西後町・問御所町）
  - 長野市道（寿町通り）
- （西後町・東後町付近）
  - 長野市道（権堂通り（権堂アーケード））
- 大門南交差点（大門町）
  - 長野市道（官庁通り（国道406号旧道））
- 大門交差点（大門町）
  - 国道406号（鬼無里街道）
- 善光寺交差点（大門町・元善町）
  - 長野市道（横町通り）
- ↓ 長野市道（仲見世通り方面）

## 沿道
- 長野駅善光寺口
- Nacs末広
  - ホテルサンルート長野
- 西友南石堂店（旧長野石堂店の建物解体後、2021年6月10日に建て替えられたグラディス南石堂1階にオープン）[13]
- 西光寺（かるかや山）
- ホテルJALシティ長野
- もんぜんぷら座
  - ながのコミュニティ放送（FMぜんこうじ）
- TOiGO
  - 信越放送（SBC）
- セントラルスクゥエア
- 権堂アーケード
- 北野カルチュラルセンター
- 北野文芸座
- ぱてぃお大門蔵楽庭
- THE FUJIYA GOHONJIN
- 八幡屋礒五郎 大門町店
- 善光寺

### 沿道のギャラリー

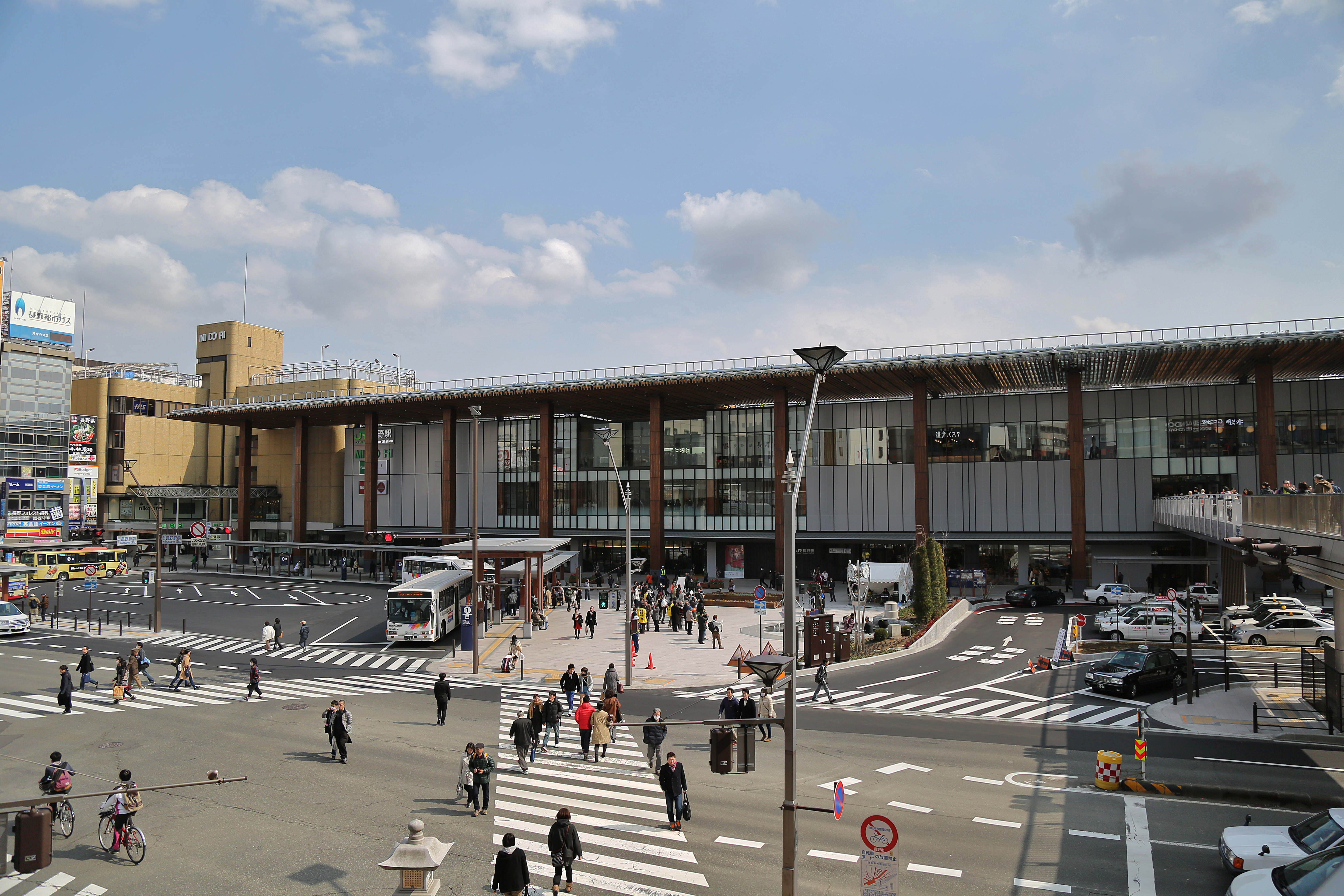
長野駅善光寺口（南千歳町）
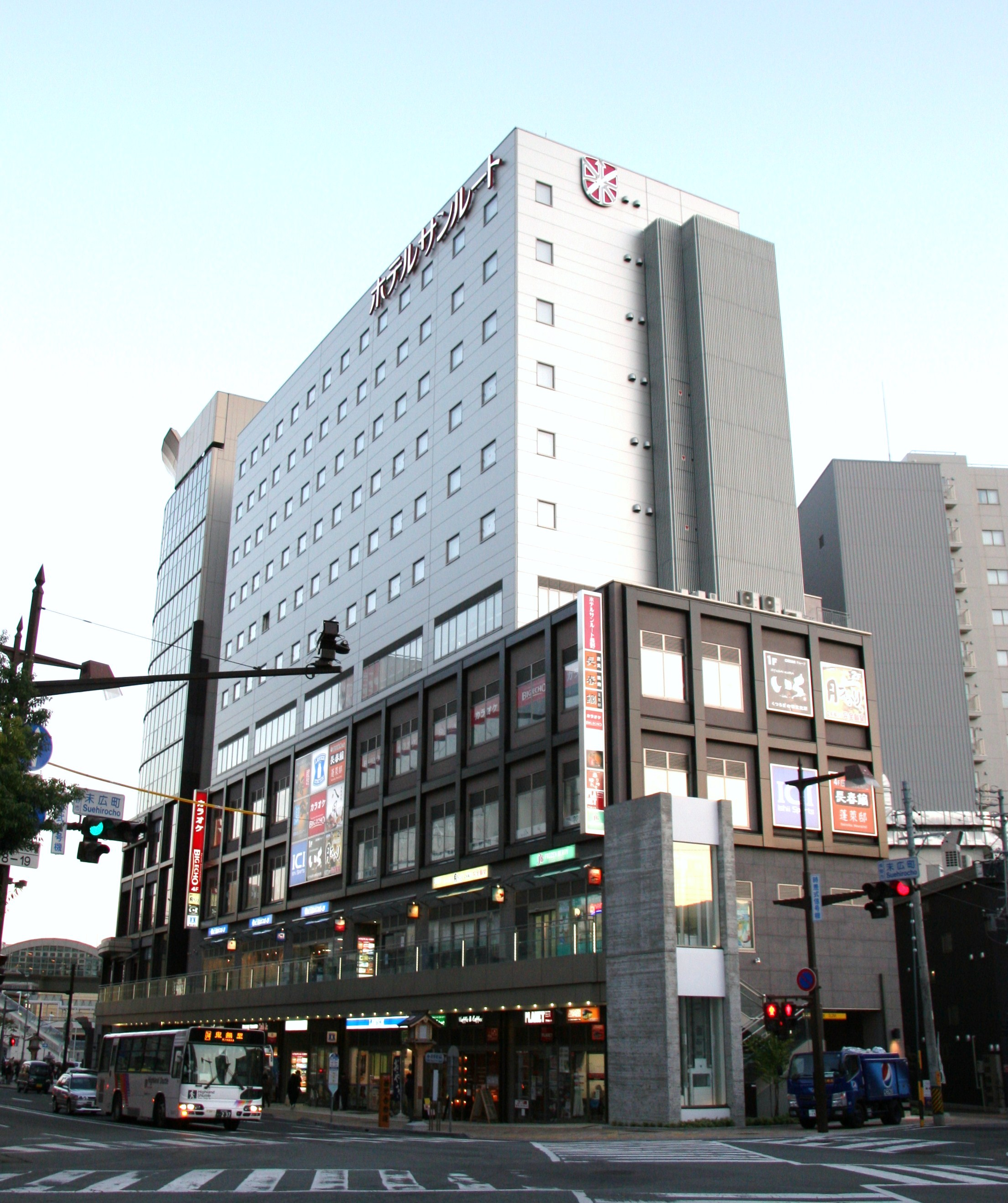
ホテルサンルート長野（末広町）
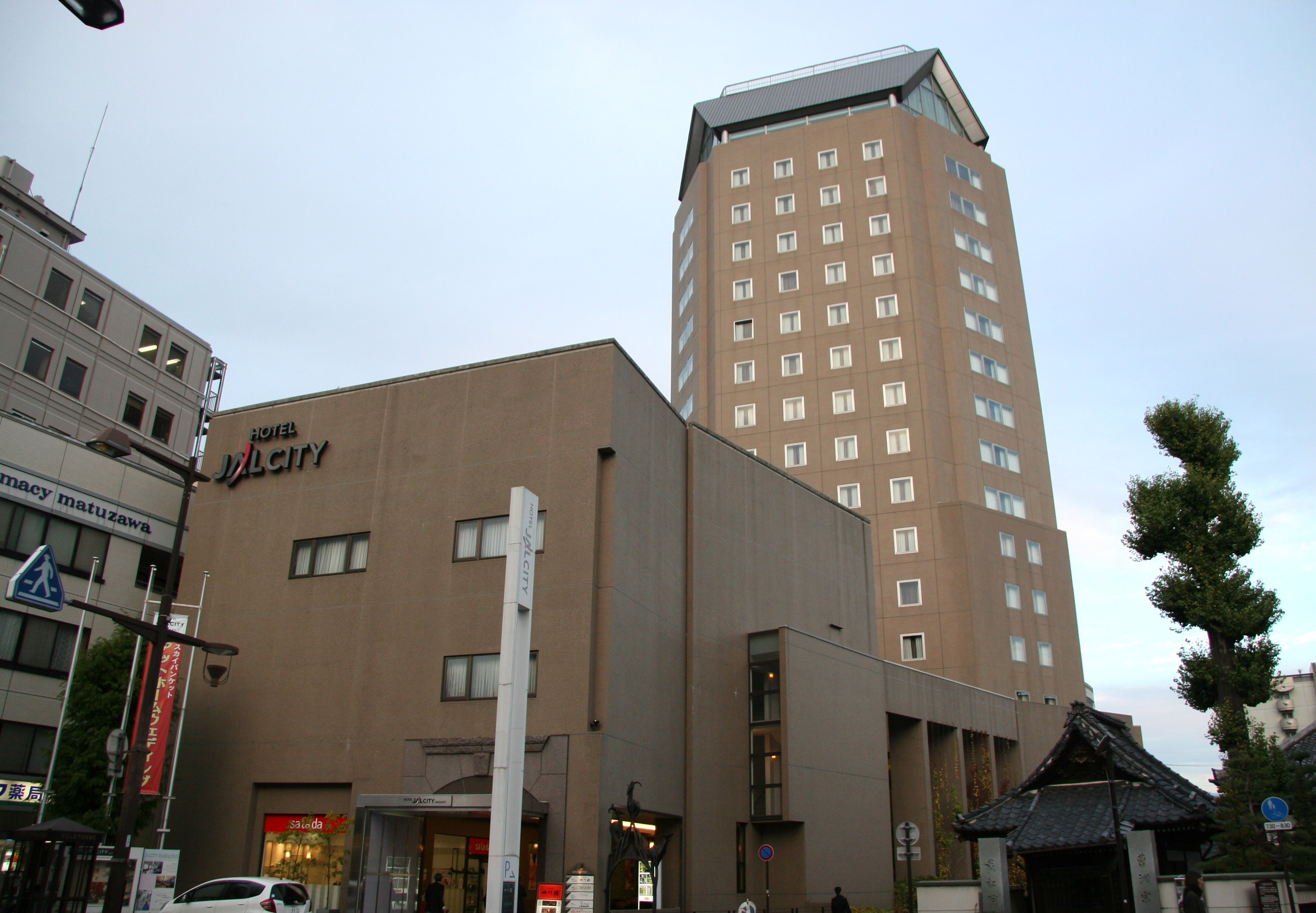
ホテルJALシティ長野（問御所町）
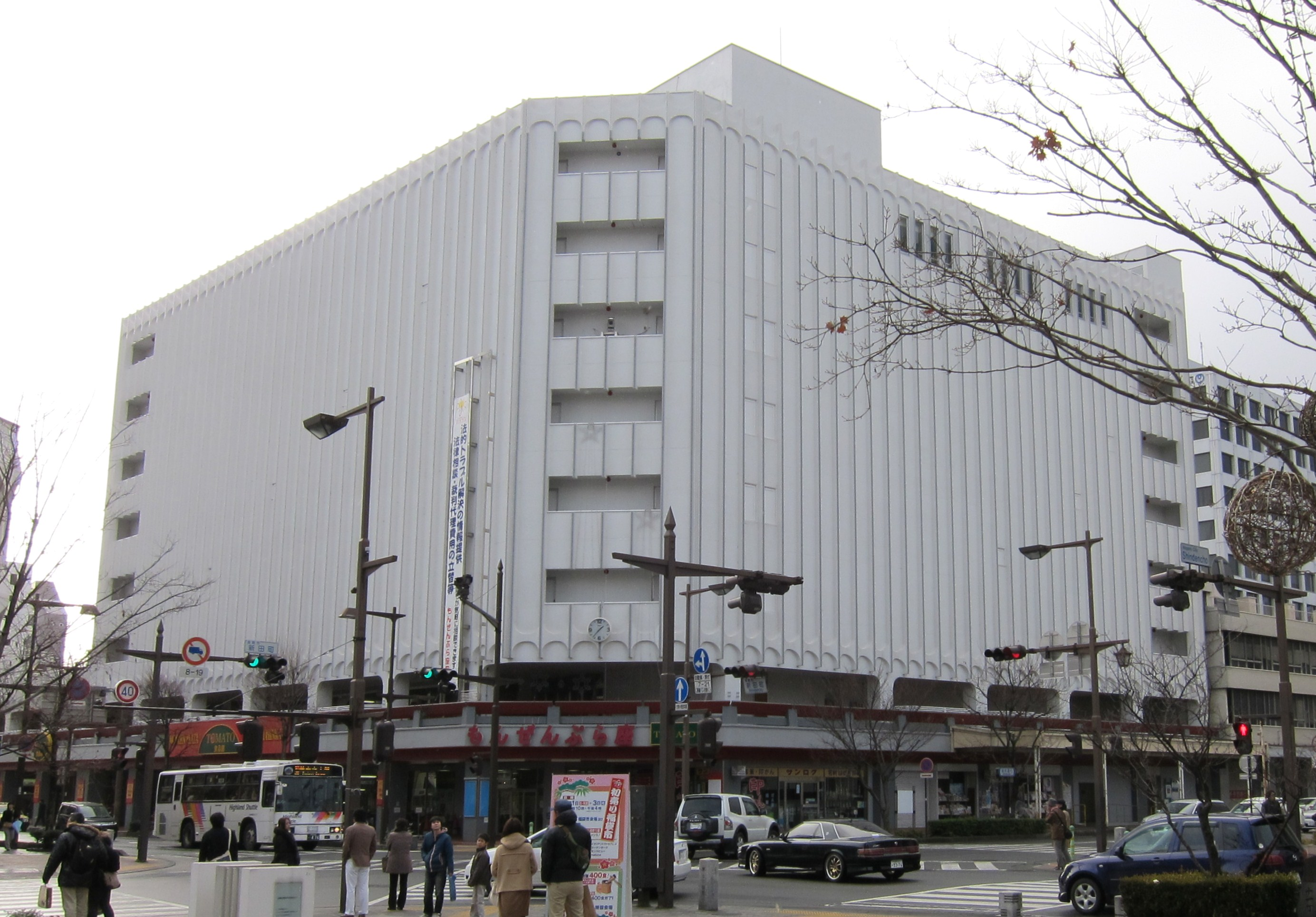
もんぜんぷら座（新田町）
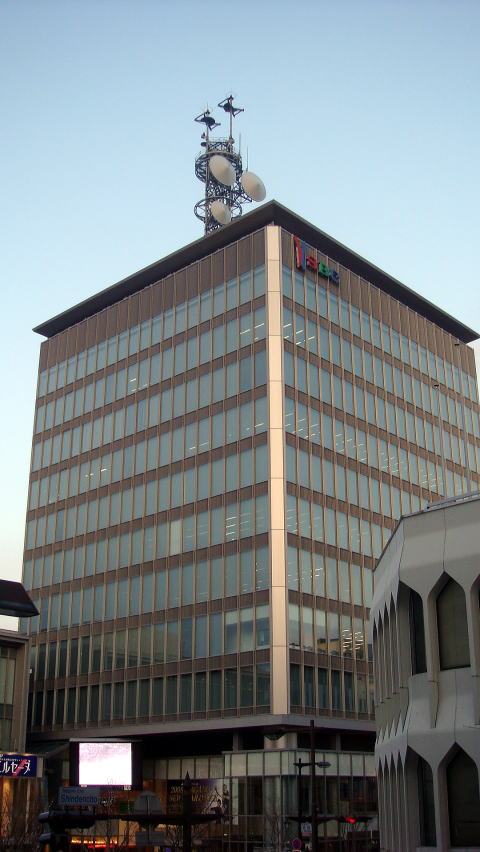
TOiGO（問御所町）
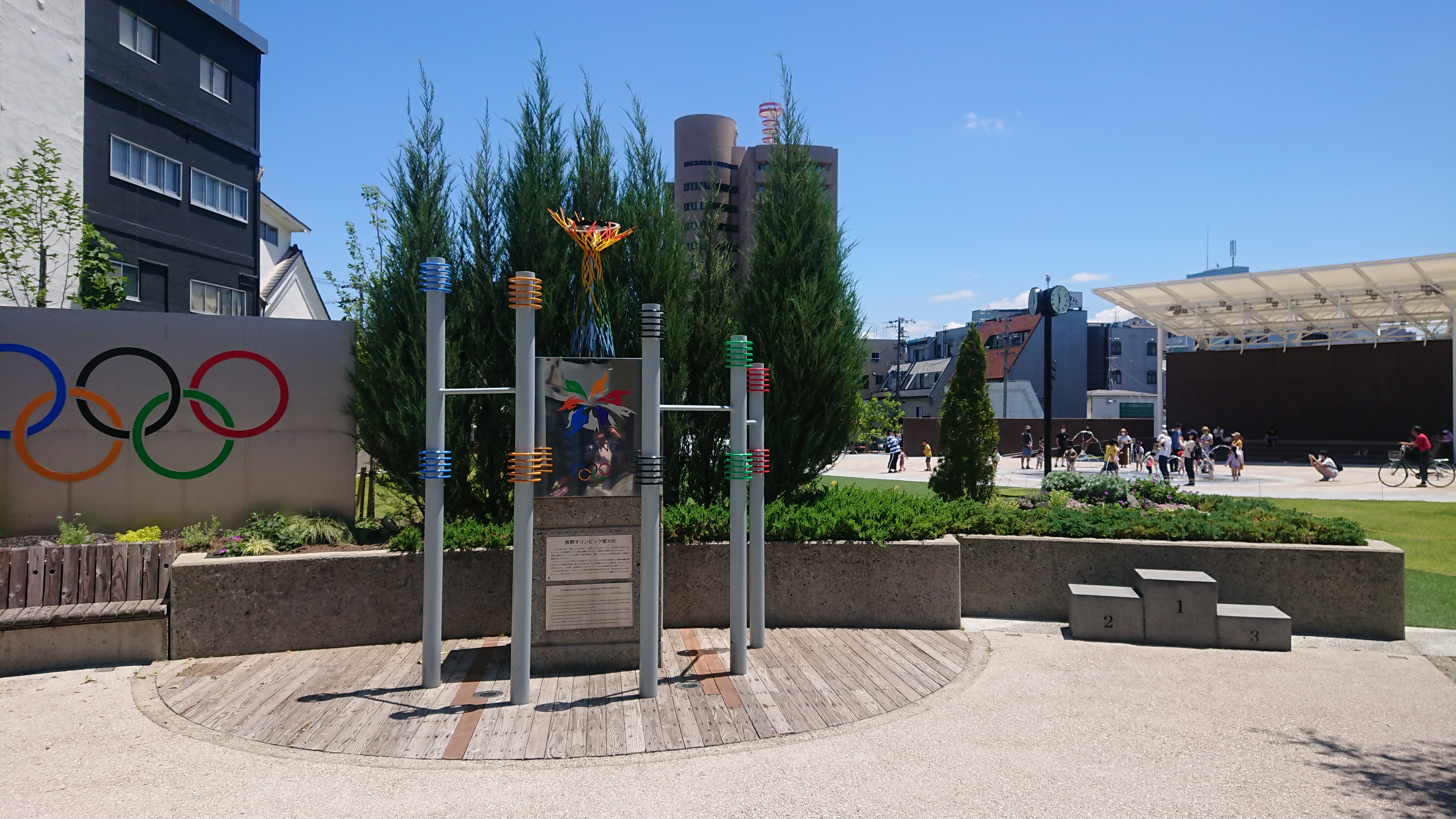
セントラルスクゥエア（問御所町）
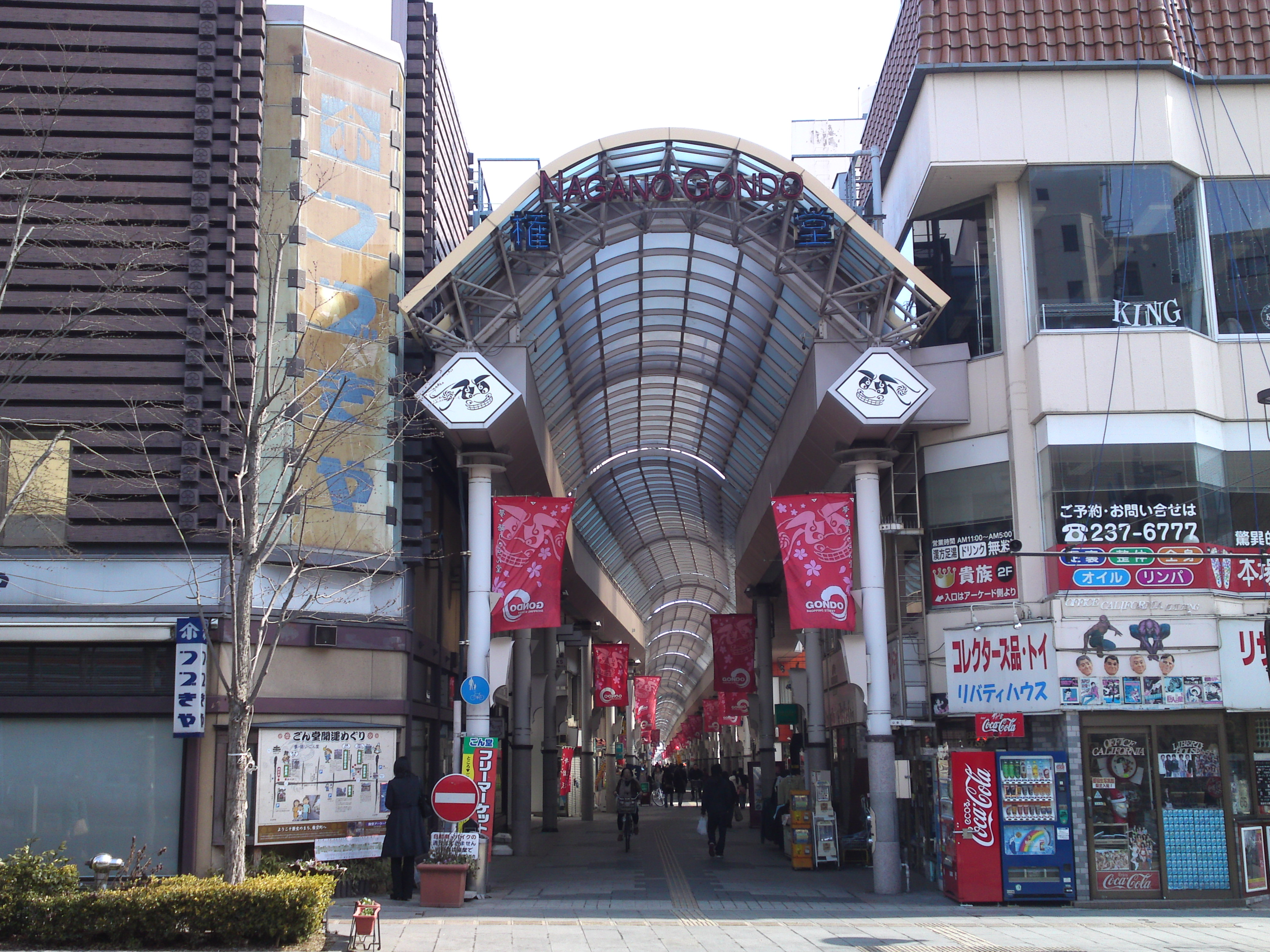
権堂アーケード（東後町）
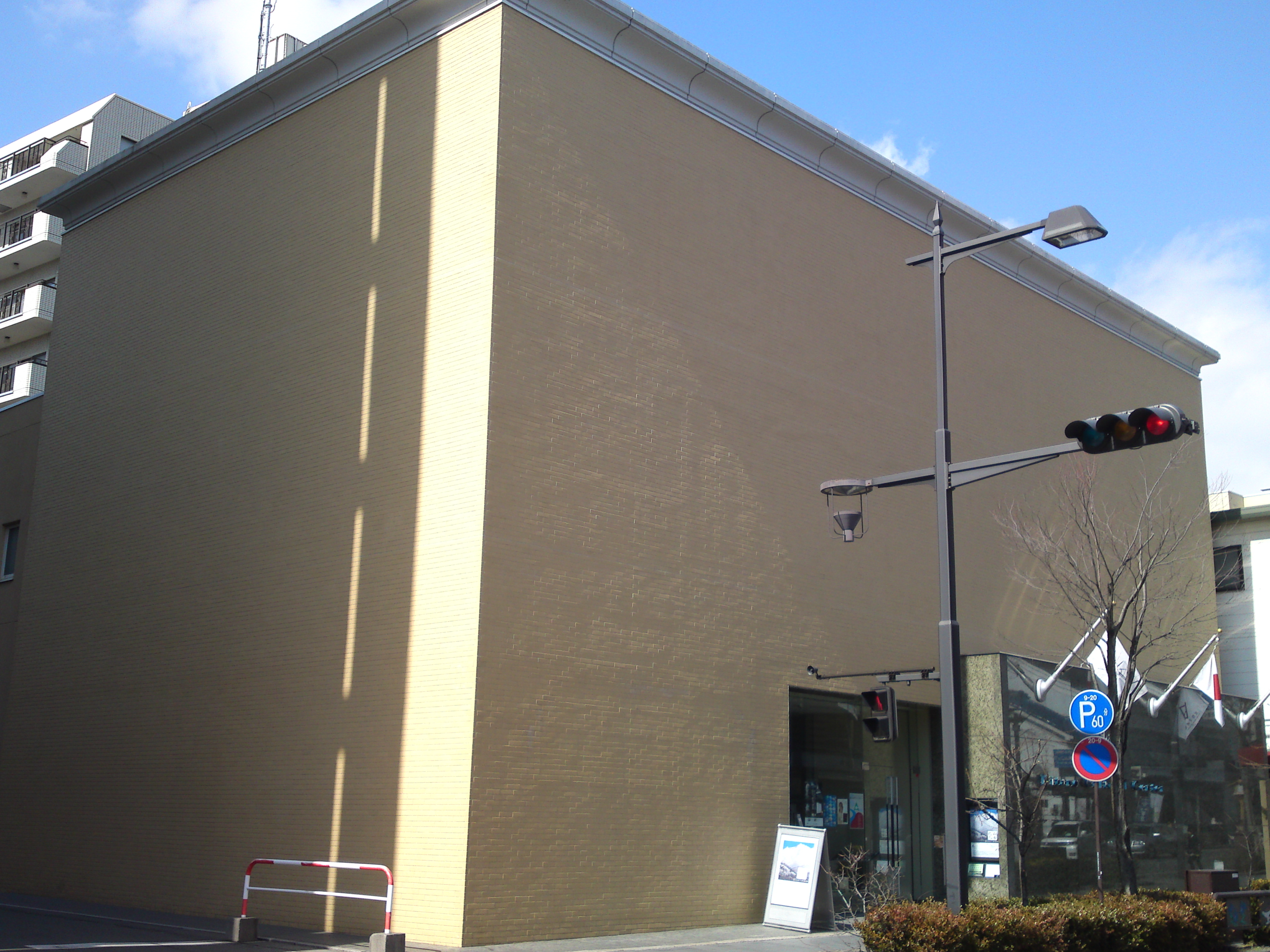
北野カルチュラルセンター（西後町）
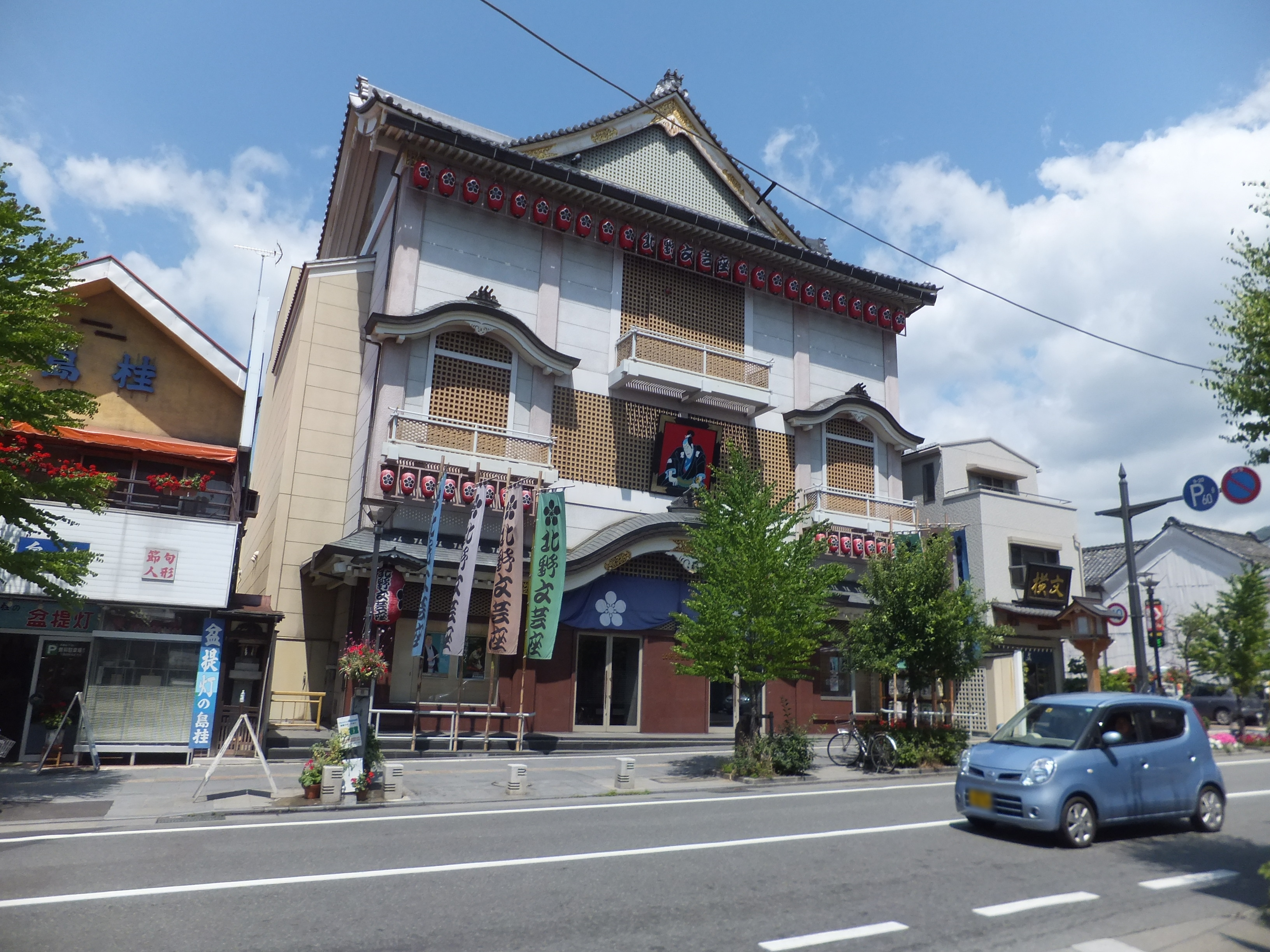
北野文芸座（西後町）
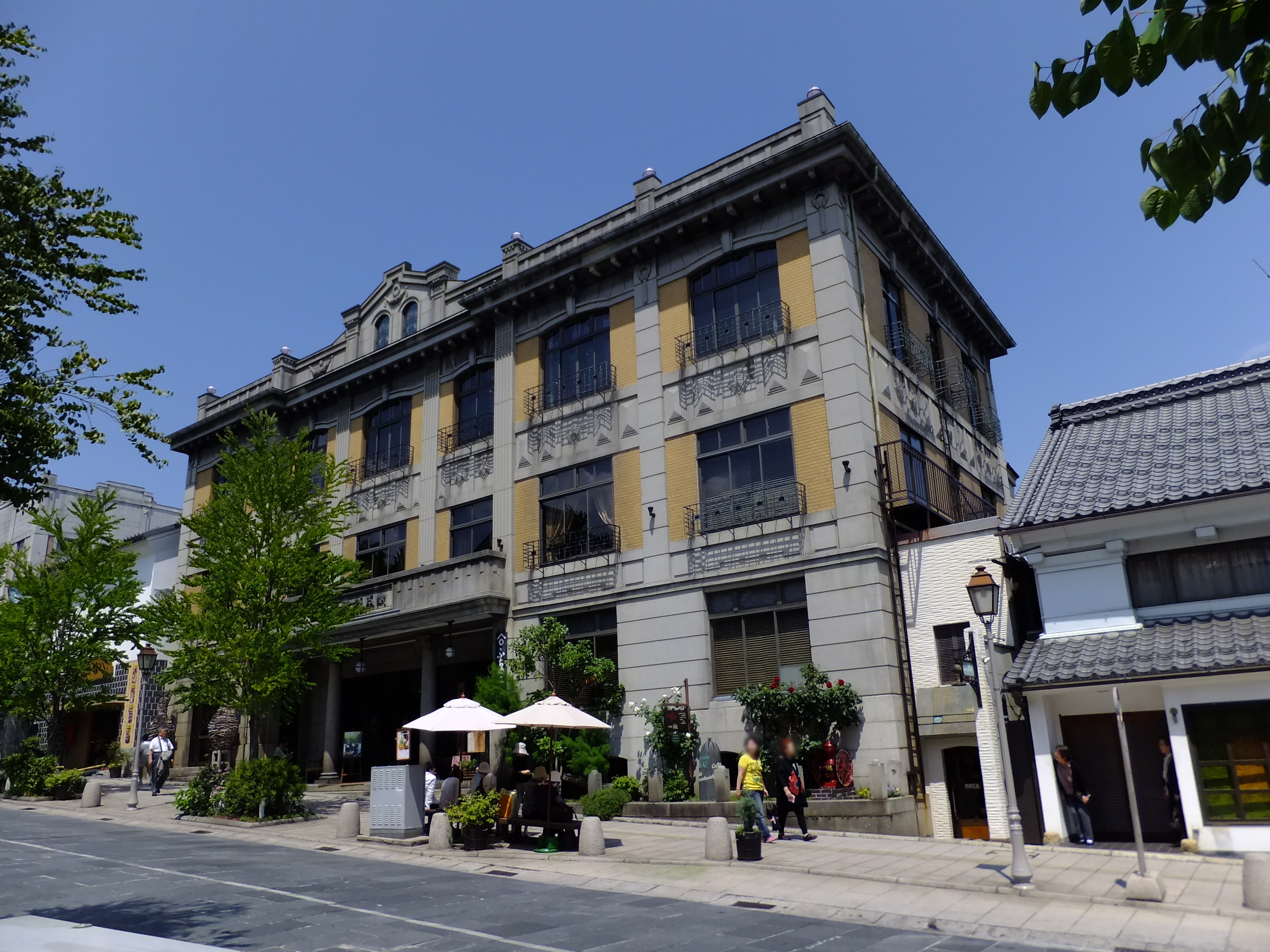
THE FUJIYA GOHONJIN（大門町）
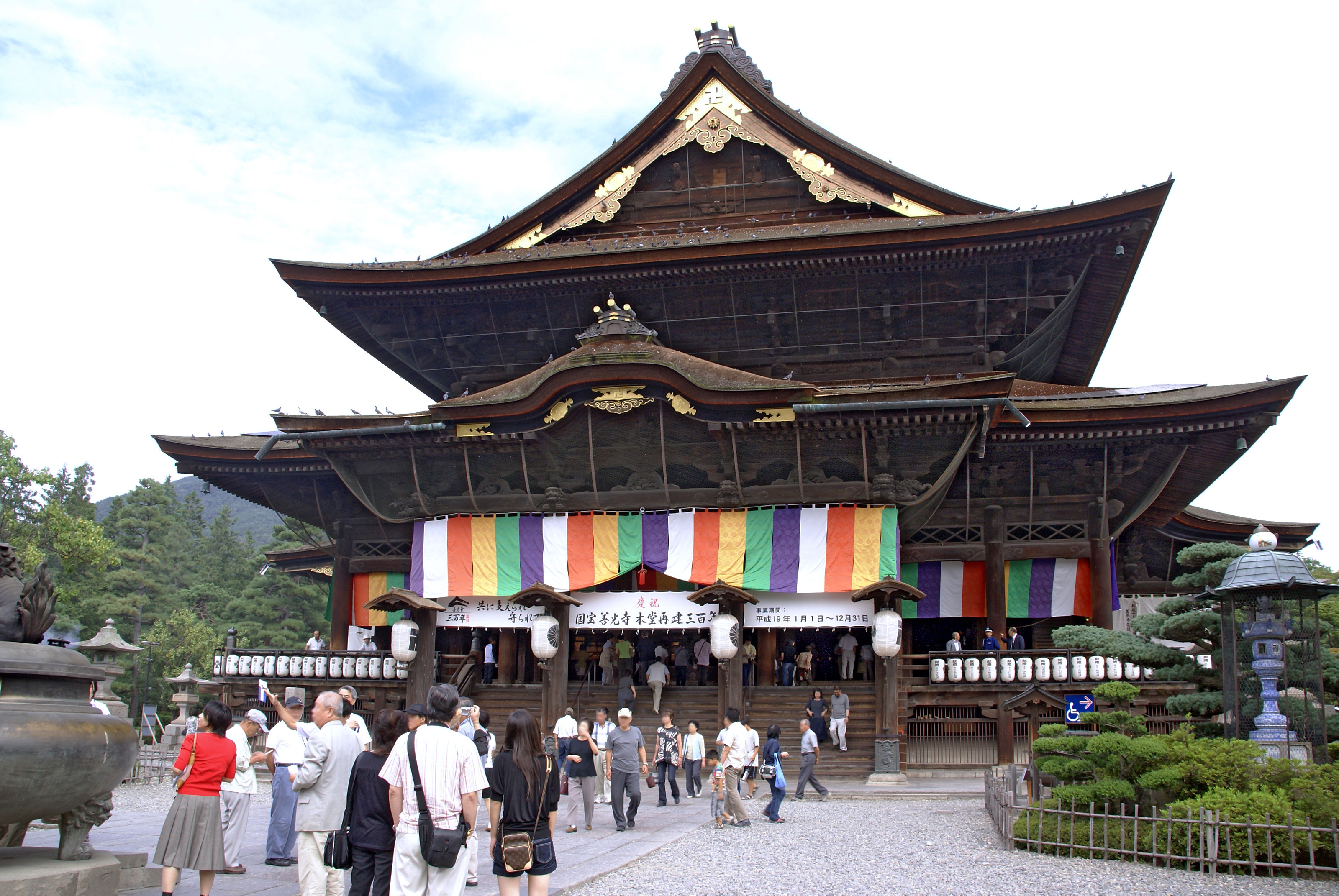
善光寺（元善町）